# Ogba Zoo

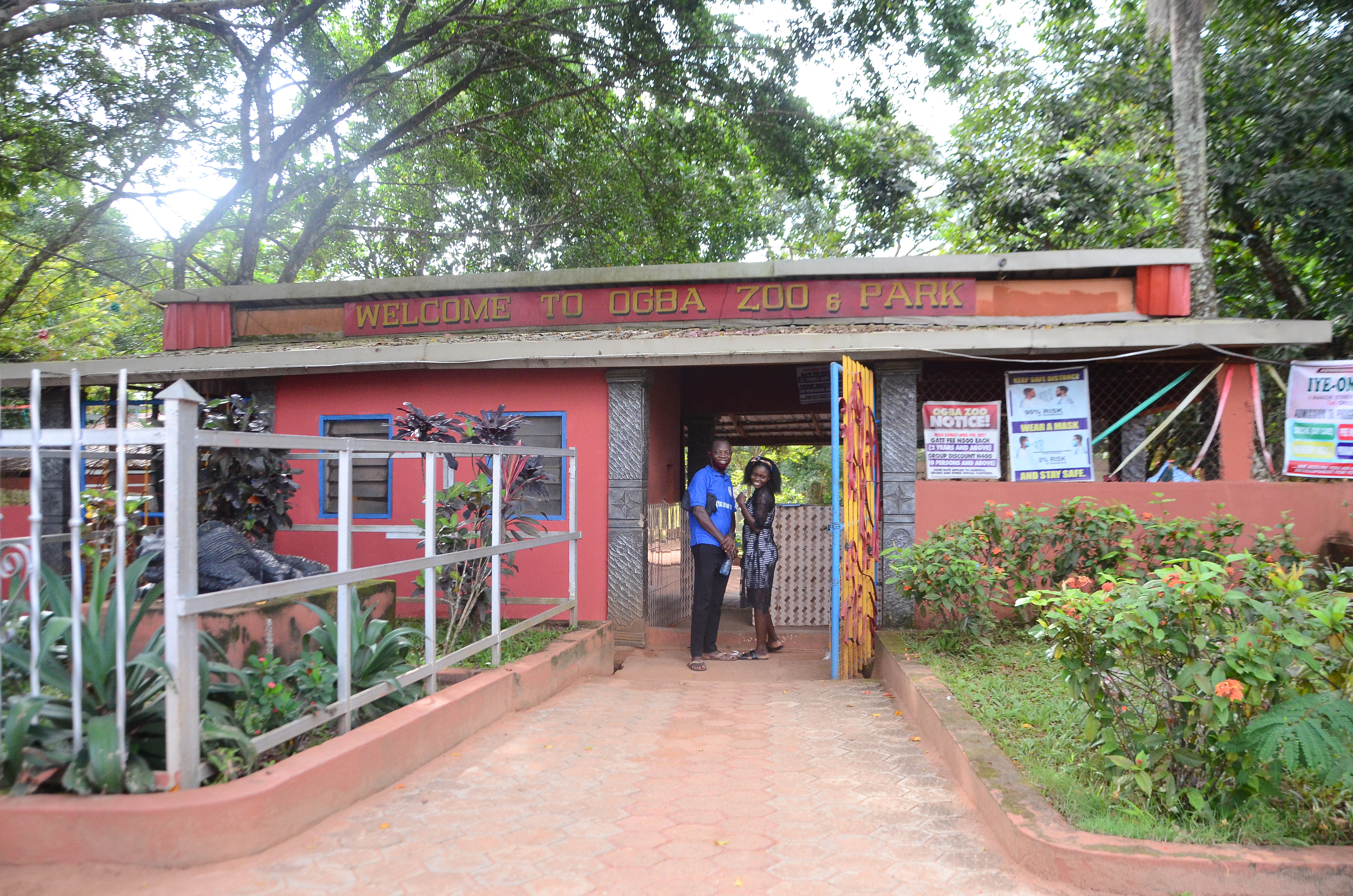
Ogba Zoo

Ogba Zoo & Nature Park ist eine zoologische Naturparkanlage in Benin City, Hauptstadt des Bundesstaates Edo in Nigeria.
Die Naturparkanlage wurde im Jahr 1965 in einem Waldreservat im Stadtteil Ogba, vier Kilometer vom Stadtzentrum entfernt etabliert. 1966 wurde der botanische Garten im Stil eines Arboretum zu Studienzwecken der Universität Benin unter Verwendung des bestehenden Baumbestandes angelegt.
1971 erfolgte der zoologische Teil unter Beibehaltung der Merkmale eines Naturparks. Die Anlage erstreckt sich über eine Land- und Wasserfläche von rund elf Hektar und beherbergt frei lebende lokale und andere vom Aussterben betroffene Tierarten der Region, darunter zum Beispiel Primaten, Löwen, Riesenschildkröten, Felsenpython, Pferde- und Antilopenarten.
Die Wildparkanlage ist im Besitz des Umweltministeriums der Landesregierung von Edo. Ogba Zoo und Naturpark wird durch „BENZOPA“ betrieben, eine Nichtregierungsorganisation, die sich für die Bio-Vielfalt, Erhaltung und den Öko-Tourismus einsetzt.

## Zwischenfall
Durch Aushubarbeiten an der Hauptstraße zum Flughafen von Benin, die direkt am Zoo verläuft, kam es am späten Nachmittag des 6. November 2012 zu einer verheerenden Flut, die den gesamten Zoobereich unter Wasser setzte. Gebäude, Ställe und Tiere wurden unter dem Schlamm begraben. Während einige Tiere entkamen, mussten andere aufgespürt und eingefangen werden. Alle Einrichtungen waren unzugänglich und der Zoo musste vorübergehend geschlossen werden. Die zum Teil schwer traumatisierten Tiere erforderten eine sofortige und intensive tierärztliche Betreuung und wurden in anderen Anlagen untergebracht. Wie die Medien berichteten, hat die Baufirma „Setraco Construction Company“ am 8. Dezember 2012 zugesagt, für die entstandenen Schäden aufzukommen. Die Sanierungsmaßnahmen sollen im Laufe des Jahres 2013 abgeschlossen sein.